# Rue Raoul
Pour les articles homonymes, voir Raoul.
La rue Raoul est une voie située dans le quartier de Picpus du 12e arrondissement de Paris.

## Situation et accès
La rue Raoul est accessible à proximité par les lignes de métro 6 et 8 à la station Daumesnil.

## Origine du nom
Elle porte le nom d’un propriétaire foncier local.

## Historique
Cette voie est ouverte en 1839 sur l’ancienne commune de Bercy. Elle est rattachée à la voirie de Paris par décret du 23 mai 1863.

## Bâtiments remarquables et lieux de mémoire
Il s'agit d'une des plus courtes rues de Paris, mais il convient de noter qu'elle prolonge la rue de la Brèche-aux-Loups depuis quelques années. Auparavant, elle était en impasse et se terminait par un escalier qui permettait d'accéder à la rue Claude-Decaen.